# Chicón
Chicón ou Chicon (possivelmente do quíchua ch'iqu, "pedra viável") é uma montanha na cordilheira de Urubamba nos Andes do Peru, com cerca de 5 530 metros (18 000 pé) de altura. Está localizado na região de Cusco, província de Calca, distrito de Calca e na província de Urubamba, distrito de Urubamba. Está situada a nordeste da cidade de Yucay, a sudeste de Pumahuanca e a sudoeste de Sirihuani. A parte sul de Chicón também é conhecida como Illahuamán. Pertence ao distrito de Yucay. Atinge 5 060 metros (16 601 pé) de altura.